# Tupaia glis
La tupaia comune (Tupaia glis) è una specie di tupaia diffusa a sud dell'istmo di Kra in Thailandia, Malaysia, Singapore, Sumatra, Giava ed alcune isole minori indonesiane circostanti, dove vive nella foresta tropicale, colonizzando anche le piantagioni ed i giardini pubblici alberati.
Se ne conoscono numerose sottospecie:
- Tupaia glis anambae (Lyon, 1913)
- Tupaia glis batamana (Lyon, 1907)
- Tupaia glis belangeri (attualmente classificata come Tupaia belangeri)
- Tupaia glis carimatae (Miller, 1906)
- Tupaia glis castanea (Miller, 1903)
- Tupaia glis chrysomalla (Miller, 1900)
- Tupaia glis cognata (Chasen, 1940)
- Tupaia glis demissa (Thomas, 1904)
- Tupaia glis discolor (Lyon, 1906)
- Tupaia glis ferruginea (Raffles, 1821)
- Tupaia glis glis (Diard, 1820)
- Tupaia glis hypochrysa (Thomas, 1895)
- Tupaia glis jacki (Robinson & Kloss, 1918)
- Tupaia glis lacernata (Thomas & Wroughton, 1909)
- Tupaia glis longicauda (Kloss, 1911)
- Tupaia glis lucida (Thomas & Hartert, 1895)
- Tupaia glis muelleri (Kohlbrugge, 1895)
- Tupaia glis natunae (Lyon, 1911)
- Tupaia glis obscura (Kloss, 1911)
- Tupaia glis operosa (Robinson & Kloss, 1914)
- Tupaia glis pemangilis (Lyon, 1911)
- Tupaia glis phaeura (Miller, 1902)
- Tupaia glis pulonis (Miller, 1903)
- Tupaia glis raviana (Lyon, 1911)
- Tupaia glis redacta (Robinson, 1916)
- Tupaia glis riabus (Lyon, 1913)
- Tupaia glis salatana (Lyon, 1913)
- Tupaia glis siaca (Lyon, 1908)
- Tupaia glis siberu (Chasen & Kloss, 1927)
- Tupaia glis sordida (Miller, 1900)
- Tupaia glis tephrura (Miller, 1903)
- Tupaia glis ultima (Robinson & Kloss, 1914)
- Tupaia glis umbratilis (Chasen, 1940)
- Tupaia glis wilkinsoni (Robinson & Kloss, 1911)

## Dimensioni e aspetto
Misura una ventina di cm di lunghezza più almeno 16 cm di coda, per un peso che raggiunge i 150 g.
Il pelo è bruno scuro sul dorso e giallo-rossiccio sul ventre: sulle spalle corre una striatura chiara.
Fra le tupaie è la meno specializzata: mentre le tupaie più prettamente arboricole hanno piccole dimensioni, muso corto, occhi rivolti in avanti, lunga coda e piccole unghie e quelle più strettamente terrestri hanno dimensioni maggiori, muso allungato, occhi orientati lateralmente e unghie ben sviluppate, la tupaia comune ha caratteri intermedi fra queste due famiglie.

## Comportamento
A differenza di molte tupaie, la tupaia comune ha abitudini diurne.
Vive in territori ben definiti, che sono più estesi per i maschi che per le femmine: quando si formano le coppie, tuttavia, ambedue gli individui e la loro progenie non ancora indipendente contribuiscono alla difesa del territorio da altri individui.
Per marcare il territorio, oltre alle feci ed alle urine, le tupaie utilizzano delle ghiandole odoripare situate una nello sterno e l'altra nell'addome: per marcare il territorio, basta loro sfregarsi su un oggetto o su un altro animale.
Le tupaie comuni passano la maggior parte del tempo al suolo, alla ricerca di invertebrati e piccoli vertebrati da mangiare, che trovano grufolando nel substrato.
Per mangiare, la tupaia si mette in posizione accovacciata come gli scoiattoli, portando il cibo alla bocca con le mani.

## Riproduzione
Le tupaie sono monogame: il maschio e la femmina si marcano a vicenda con le ghiandole odorifere.
Un'eccezione è costituita dalle tupaie di Singapore, dove la sovrapposizione del territorio del maschio con territori di più femmine fa sì che il maschio si crei un vero e proprio harem.
In cattività, fra gli animali tenuti insieme in un recinto, emerge un maschio dominante, che è l'unico che si accoppia con le femmine presenti.
Non c'è una stagione riproduttiva, definita, ma pare che si abbiano picchi delle nascite fra febbraio e giugno: la femmina, dopo una gestazione di un mese e mezzo circa, dà alla luce solitamente due cuccioli.
I cuccioli vengono tenuti in un nido apposito, mentre i genitori dormono in un nido separato nelle vicinanze: la madre visita il nido dei cuccioli per un quarto d'ora ogni due giorni, il che significa che i cuccioli passano con la madre un'ora e mezza durante tutta la loro vita.
Per riconoscerli, la madre marca i cuccioli con le ghiandole odorifere: nessuna toeletta o pulizia del nido viene fatta.
Dopo lo svezzamento, che avviene dopo il mese d'età, i cuccioli vanno a dormire nel nido dei genitori.
Le giovani tupaie raggiungono assai in fretta la maturità sessuale: a 3 mesi ambo i sessi sono pronti per l'accoppiamento.
La speranza di vita in cattività è di oltre 10 anni, con un esemplare vissuto 12 anni e mezzo.